# مونا برنتسن
مونا برنتسن (انگلیسی: Mona Berntsen؛ زادهٔ ۱۶ ژانویه ۱۹۹۰) رقاص و هنرمند اهل نروژ است.